# Underbelly
Underbelly es un exitoso drama australiano conformado por 13 episodios. El programa comenzó sus transmisiones el 13 de febrero de 2008 por medio de la cadena Nine Network.
Underbelly se centra en los hechos verídicos ocurridos detrás de la guerra entre bandas de Melbourne que duró de 1995 a 2004, cuando más de 36 figuras del crimen fueron asesinadas.
El programa se centra en los criminales Alphonse Gangitano, Domenic "Mick" Gatto, el usurero Mario Condello, el retirado ladrón de bancos Graham Kinniburgh, los hermanos traficantes de drogas Jason & Mark Moran, el padre el estos Lewis Moran, Carl Williams y los policías Steve Owen & Jacqui James.

## Historia
Alphonse Gangitano, el autodenominado "El Príncipe Negro de Lygon Street", mata a un hombre en una fiesta y hiere a 13 personas inocentes, con la ayuda de Jason Moran. Durante el juicio Gangitano es asesinado por Jason, pero nunca se descubre.
Los hermanos Moran contratan a Carl Williams para que produzca sus drogas, sin embargo lo que no saben es que Carl comienza a formar su propio grupo aliándose con Tony Mokbel, el rival de los hermanos.
Cuando Carl es arrestado Jason descubre su plan y le dispara en el estómago. Mark se hace cargo del negocio de la droga y vende a Tony a un oficial corrupto de la policía antidrogas.
Después de recuperarse Carl mata a Mark con la ayuda de Dino Dibra y Mr. L. Poco después el padre de Mark, Lewis contrata a Andrew "Benji" Veniamin para vengar la muerte de su hijastro; creyendo que Dibra es el culpable, Benji lo mata y luego le ofrece sus servicios a Carl convirtiéndose en su guardaespaldas.
Cuando Carl es encarcelado su esposa Roberta se ve obligada a manejar el negocio de su marido y comienza una aventura con Benji.
Después de salir de prisión se entera de que Jason Moran ha regresado a Londres, por lo que se alía al rival de Jason, Nik "The Russian" Radev. Con Benjiii siendo vigilado todo el tiempo por la policía Carl manda a Mr. T y a Mr. L a matar a Jason enfrente de sus hijos. Después de matarlo los manda a robar a Willie Thompson un traficante de poca monta cuando ambos lo matan terminan en la cárcel pero la policía no puede demostrar la participación de Carl.
Cuando Graham Kinniburgh es asesinado, Carl acepta ponerle fin a la violencia y manda a Benji a matar a Gatto, sin embargo todo sale mal y Gatto termina matando a Benji y es arrestado, aunque después es liberado.
Keith Faure se ofrece a colaborar con Carl, algunos días después Keith mata a Lewis Moran en un bar concurrido. Consumido por el odio por la muerte de su amigo Benji, el asesino convito Lewis Caine decide matar a Condello, el último sobreviviente del Carlton Crew. Sin embargo Lewis es traicionado por sus cómplicses y es asesinado. 
El Detective Steve Owen arresta al guardaespaldas de Condello, Tibor y poco después lo mandan como agente encubierto para tratar de grabar a Condello ordenando un golpe en contra de Carl. 
Mientras tanto los asociados de Carl declaran en su contra y durante el final el oficial Owen y su equipo arrestan a Carl durante una barbacoa familiar.
Mientras tanto la oficial Jacqui James revela que los cargos en contra de Mick Gatto son retirados y que Mario Condello se suicida mientras espera su juicio por cargos de intento de asesinato.

## Personajes
| Actor                 | Personaje                   | Trabajo                                           | N.º de episodios |
| --------------------- | --------------------------- | ------------------------------------------------- | ---------------- |
| Rodger Corser         | Steve Owen                  | Detective Sargento Superior del Task Force Purana | 13               |
| Caroline Craig        | Jacqui James                | Detective Principal del Task Force Purana         | 13               |
| Gyton Grantley        | Carl Williams               | Asesino & Criminal Convicto                       | 13               |
| Kat Stewart           | Roberta Williams            | Dirige el Negocio de Drogas de Carl               | 13               |
| Martin Sacks          | Mario Condello              | Usurero                                           | 11               |
| Jane Harber           | Susie Money                 | -                                                 | 10               |
| Simon Westaway        | Domenic "Mick" Gatto        | Boxeador & Asesino                                | 9                |
| Kevin Harrington      | Lewis Moran                 | Criminal & Patriarca del Clan Moran               | 9                |
| Les Hill              | Jason Moran                 | Traficante de Drogas                              | 8                |
| Robert Mammone        | Tony Mokbel                 | Criminal & Asesino                                | 8                |
| Gerard Kennedy        | Graham "Munster" Kinniburgh | Criminal & Antiguo Ladrón de Bancos               | 7                |
| Damian Walshe-Howling | Andrew "Benji" Veniamin     | Criminal & Traficante de Drogas                   | 6                |

### Personajes recurrentes
| Actor              | Personaje                           | Trabajo                                                | N.º de episodios |
| ------------------ | ----------------------------------- | ------------------------------------------------------ | ---------------- |
| Eliza Szonert      | Trish Moran                         | Esposa de Jason Moran                                  | 7                |
| Ian Bliss          | Thomas "Mr. L" Hentschel            | Asesino                                                | 7                |
| Alex Dimitriades   | Victor "Mr. T" Brincat              | Asesino                                                | 6                |
| Madeleine West     | Danielle "Pill Press Queen" McGuire | Estilista, Novia de Tony Mokbel & Amante de Mark Moran | 6                |
| Petra Kalive       | Antonella Moran                     | -                                                      | 6                |
| Callan Mulvey      | Mark Moran                          | Traficante de Drogas & Hermano de Jason                | 5                |
| Caroline Gillmer   | Judy Moran                          | Matriarca del Clan Moran                               | 5                |
| Kestie Morassi     | Zarah Garde Wilson                  | Abogada de Criminales                                  | 5                |
| Marcus Graham      | Lewis Cane                          | -                                                      | 5                |
| Brett Swain        | Tibor Cassadae                      | -                                                      | 4                |
| Don Hany           | Nik "The Russian" Radev             | Criminal & Ladrón de Melbourne                         | 4                |
| Simon Lyndon       | Sean Sonnet                         | -                                                      | 3                |
| Ryan Johnson       | Rocco Arico                         | Criminal & Secuestrador                                | 3                |
| Daniel Amalm       | Dino Dibra                          | Criminal & Secuestrador                                | 3                |
| Brian Vriends      | Dave Carpenter                      | -                                                      | 3                |
| Lauren Clair       | Tracey Seymour                      | exesposa de Sydney, amante de Jason & Alphonse         | 3                |
| Vince Colosimo     | Alphonse Gangitano                  | Miembro del Crimen Organizado                          | 2                |
| Robert Rabiah      | Paul "PK" Kallipolitis              | Criminal & Ladrón                                      | 2                |
| Dan Wyllie         | Richard "Mad" Mladenich             | -                                                      | 2                |
| Alexandra Schepisi | Mishy Merceica                      | -                                                      | 2                |
| Jonathan Wood      | Nick McManus                        | Detective                                              | 1                |
| Sullivan Stapleton | Pat Barbaro                         | -                                                      | 1                |
| Nathaniel Dean     | Sydney Martin                       | Criminal & exesposo de Tracey Martin                   | 1                |

## Episodios
La primera temporada de la serie contó con 13 episodios.

## Premios y nominaciones
Underbelly ha sido nominado a varios premios AFI y Logie Awards; entre los nominados se encuentran Gyton Grantley, Kat Stewart y Vince Colosimo. También Burkhard Dallwitz ha ganado dos Screen Music Awards por la música de la serie.
- Logie Awards

| Año  | Categoría                                  | Premio               | Nominado              | Resultado |
| ---- | ------------------------------------------ | -------------------- | --------------------- | --------- |
| 2009 | Most Outstanding Actress in a Drama Series | Silver Logie Award   | Kat Stewart           | Ganó      |
| 2009 | Most Outstanding Actor in a Drama Series   | Silver Logie Award   | Gyton Grantley        | Ganó      |
| 2009 | Most Outstanding Drama Series              | Silver Logie Award   | Underbelly            | Ganó      |
| 2009 | Most Outstanding New Talent                | Graham Kennedy Award | Lauren Clair          | Nominada  |
| 2009 | Most Popular Actor                         | Silver Logie Award   | Gyton Grantley        | Nominado  |
| 2009 | Most Popular Actress                       | Silver Logie Award   | Kat Stewart           | Nominada  |
| 2009 | Most Outstanding Actor                     | Silver Logie Award   | Vince Colosimo        | Nominado  |
| 2009 | Most Outstanding Actor                     | Silver Logie Award   | Damian Walshe-Howling | Nominado  |
| 2009 | Most Popular Australian Drama Series       | Logie Award          | Underbelly            | Nominado  |

- AFI Awards

| Año  | Categoría                               | Premio    | Nominado              | Resultado |
| ---- | --------------------------------------- | --------- | --------------------- | --------- |
| 2008 | Best Lead Actress in a Television Drama | AFI Award | Kat Stewart           | Ganó      |
| 2008 | Best Director                           | AFI Award | Peter Andrikidis      | Ganó      |
| 2008 | Best Lead Actor in Television Drama     | AFI Award | Gyton Grantley        | Ganó      |
| 2008 | Best Lead Actress in Television Drama   | AFI Award | Kat Stewart           | Ganó      |
| 2008 | Best Guest or Supporting Actor          | AFI Award | Damian Walshe-Howling | Ganó      |
| 2008 | Best Guest or Supporting Actress        | AFI Award | Madeleine West        | Ganó      |
| 2008 | Best Guest or Supporting Actor          | AFI Award | Vince Colosimo        | Nominado  |
| 2008 | Best Screenplay                         | AFI Award | Peter Gawler          | Nominado  |

- Screen Music Awards

| Año  | Categoría                                    | Premio             | Nominado          | Resultado |
| ---- | -------------------------------------------- | ------------------ | ----------------- | --------- |
| 2008 | Best Television Theme                        | Screen Music Award | Burkhard Dallwitz | Ganó      |
| 2008 | Best Music for a Television Series or Serial | Screen Music Award | Burkhard Dallwitz | Ganó      |

## Producción
La serie es narrada por Caroline Craig, quien ha narrado las secuelas de Underbelly, Underbelly: A Tale of Two Cities en el 2009 y en Underbelly: The Golden Mile en el 2010.

## Tema Principal
La música de la serie es el tema "It's A Jungle Out There" de Burkhard Dallwitz.